# Золотой лист
«Золото́й лист» — ежегодная российская театральная премия, учреждённая специально для выпускников государственных театральных и кинематографических вузов Москвы, вручавшаяся в 2006—2014 годах. Осуществлялась при поддержке Федерального агентства по культуре и кинематографии России и Департамента культуры Правительства Москвы. Впервые премия была вручена в 2006 году, последнее вручение состоялось в 2014 году.
Цели премии — материально поддержать молодых актёров, обратить на них внимание режиссёров, актёрских агентств, и, возможно, более широкой аудитории.
Общие положения премии, порядок выдвижения и отбора её соискателей, а также порядок её присуждения и вручения регламентировались Положением о театральной премии «Золотой лист», утверждённым решением Оргкомитета премии от 20 апреля 2006 года (протокол № 4/Д).
Конкурсный цикл премии согласно вышеуказанному Положению — период с 1 сентября текущего года по 20 мая следующего календарного года.

## Учредители
Театральную премию «Золотой лист» учредили:
- Врублевская Елена Антоновна, президент премии, искусствовед, журналист;
- Золотарёв Сергей Николаевич, председатель Оргкомитета премии, меценат;
- ООО «Кронос»;
- Учреждение культуры «Галерея Елены Врублевской»;
- АНО Международный театральный центр «Весь мир»;
- При поддержке Федерального агентства по культуре и кинематографии России и Департамент культуры Правительства Москвы.

## Отбор номинантов и номинации
Номинанты театральной премии «Золотой лист» отбирались среди студентов выпускных курсов — участников дипломных спектаклей следующих пяти российских государственных театральных и кинематографических вузов:
- Российский институт театрального искусства — ГИТИС;
- Школа-студия МХАТ имени В. И. Немировича-Данченко;
- ВГИК имени С. А. Герасимова;
- Высшее театральное училище имени М. С. Щепкина;
- Театральный институт имени Бориса Щукина.

На соискание премии в конкурсах, учреждённых Положением премии, могли быть выдвинуты только спектакли московских государственных вузов. Рассматривались все дипломные спектакли четвёртых курсов перечисленных учебных заведений. Спектакли коммерческих вузов не рассматривались.
В конкурсе студенческих дипломных работ устанавливались три основные номинации:
- «Лучшая женская роль»;
- «Лучшая мужская роль»;
- «Лучший актёрский ансамбль».

По итогам конкурса вручались 11 премий: по две премии — каждому из пяти вузов, и среди пяти вузов — одна премия за «Лучший актёрский ансамбль». В исключительных случаях Оргкомитет премии мог учредить дополнительную номинацию.
Каждому номинанту за «Лучшую женскую роль» и «Лучшую мужскую роль» вручался Почётный диплом, статуэтка (автор — скульптор Григорий Потоцкий) и денежное вознаграждение. В номинации «Лучший актёрский ансамбль» Почётным дипломом награждался каждый участник спектакля.

## Лауреаты

### 2006
За лучшую мужскую и женскую роль
- Школа-студия МХАТ
  - Мужская роль — Антон Шагин — «С любимыми не расставайтесь», А.Володин.
  - Женская роль — Мирослава Карпович — «Ты…», А.Червинский
- ВТУ им. М. С. Щепкина
  - Мужская роль — Алексей Анищенко — «Репетируем Шекспира», В. Афонин
  - Женская роль — Евгения Белобородова — «Репетируем Шекспира», В. Афонин
- РАТИ-ГИТИС
  - Мужская роль — Павел Акимкин — «На траве двора», А. Эппель
  - Женская роль — Наталья Ноздрина — «Троянки», Эврипид
- Театральный институт имени Бориса Щукина
  - Мужская роль — Дмитрий Афиногенов — «Любовь», М. Шизгал.
  - Женская роль — Мария Машкова — «Любовь», М. Шизгал
- ВГИК им. С. А. Герасимова
  - Мужская роль — Ричард Бондарев — «Рождество в доме синьора Купьелло», Э. де Филиппо
  - Женская роль — Татьяна Рыбинец — «Женитьба», Н. Гоголь.

За лучший ансамбль:
- РАТИ-ГИТИС — «На траве двора», А. Эппель
- ВГИК им С. А. Герасимова — «Осторожно: Дети!», М. Горький

### 2007
За лучшую мужскую и женскую роль
- Школа-студия МХАТ
  - Мужская роль — Игорь Хрипунов (Ф. М. Достоевский «Записки из подполья» — Он)
  - Женская роль — Ксения Васильева (А. П. Чехов «Без названия» — Саша)
- РАТИ:
  - Мужская роль — Александр Кащеев (М. Макдонах «Калека с острова Инишмаан» — Билли)
  - Женская роль — Светлана Жиленко (М. Макдонах «Калека с острова Инишмаан» — Кейт)
- Театральный институт имени Бориса Щукина
  - Мужская роль — Антон Кузнецов (А. С. Грибоедов «Горе от ума» -Чацкий)
  - Женская роль — Александра Прокофьева (А. С. Грибоедов «Горе от ума» — Софья)
- ВТУ им. М. С. Щепкина
  - Мужская роль — Андрей Домнин (Б. Шоу «Пигмалион» — Хиггинс)
  - Женская роль — Ксения Непотребная (А. Н. Островский «Бешеные деньги» — Лидия)
- ВГИК:
  - Мужская роль — Павел Хрулев (Л. Андреев «Дни нашей жизни» — Онуфрий)
  - Женская роль — Анна Кузминская (Т. Уильямс «Стеклянный зверинец» — Лаура)

За лучший ансамбль:
- РАТИ — М. Макдонах «Калека с острова Инишмаан»
- МХАТ — А. П. Чехов «Без названия»

### 2009
- ВГИК
  - Мужская роль — Тимофей Смирнов (Вершинин («Три сестры»), режиссер-педагог Юрий Ильяшевский; Коломийцев («Последние») режиссер-педагог Роберт Спиричев)
  - Женская роль — Яна Крайнова (Черубина де Габриак («Третье»), режиссёр-педагог Юлия Жжёнова)

### 2013
За лучшую мужскую и женскую роль
- РУТИ (Гитис)
  - Мужская роль — Вячеслав Евлантьев (Скапен («Плутни Скапена»), режиссёр-педагог Владимир Смирнов)
  - Мужская роль — Антон Савватилов (Мисаил Полознев («Моя жизнь»), режиссёр-педагог Ольга Якушкина)
  - Женская роль — Полина Пушкарук (Верочка («Шутники»), режиссёр-педагог Александр Демахин)
  - Женская роль — Евгения Громова (Анна Павловна («ШУТНИКИ»), режиссёр-педагог Александр Демахин)
- ВГИК
  - Мужская роль — Николай Захаров (Илья Ефимович («Говорящий немой»), режиссёр-педагог Владимир Меньшов)
  - Женская роль — Ксения Кузнецова (Анна Федосеевна (« Под холщовыми небесами»), режиссёры-педагоги Владимир Грамматиков, Людмила Чиркова)
- МХАТ
  - Мужская роль — Максим Стоянов (Стенли Ковальский («Трамвай Желание»), режиссёр-педагог Алексей Гуськов)
  - Женская роль — Александра Кузенкина (Нюта («Назначение»), режиссёры-педагоги Алла Покровская, Сергей Шанталинский)
- Театральное Училище им. М. С. Щепкина
  - Мужская роль — Юрий Борисов (Аметистов («Зойкина квартира»), режиссёр — педагог Евгения Дмитриева)
  - Женская роль — Анна Шевчук (Зоя («Зойкина квартира»), режиссёр-педагог Евгения Дмитриева)
- Театральное Училище имени Б. В. Щукина
  - Мужская роль — Сергей Беляев (Хлудов («Бег»), режиссёр-педагог Павел Любимцев)
  - Мужская роль — Евгений Токарев (Перфилий («Во сне ты горько плакал»), режиссёр-педагог Родион Овчинников)
  - Женская роль — Маргарита Мовсесян (Таня («Во сне ты горько плакал»), режиссёр-педагог Родион Овчинников)

### 2014
2015
За лучший актерский ансамбль
РУТИ (ГИТИС)
Спектакль "Дачники".
Режиссер: Наталья Назарова, Геннадий Назаров.